# Tomus ad Flavianum
Tomus ad Flavianum, uváděný též jako Epistola ad Flavianum, je oficiální dopis papeže Lva I. Velikého konstantinopolskému arcibiskupovi Flavianovi z roku 449. Výrazně ovlivnil christologické formulace Chalcedonského koncilu, který odsoudil monofyzitismus.

## Historický kontext

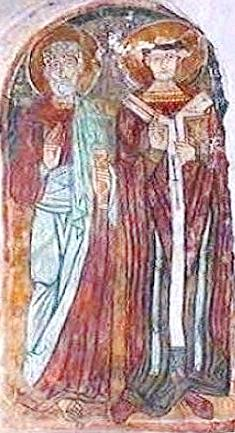
Apoštol Petr a papež Lev I. Veliký (freska v kostele v italském městě Mottola)

Po efezském koncilu v roce 431, který odsoudil nestorianismus jako herezi, která údajně přehnaně zdůrazňovala lidskou přirozenost (φύσις [přirozenost]) Ježíše Krista, začal na křesťanském řecky mluvícím východě převažovat monofyzitismus – teologická nauka, která tvrdila, že Ježíš Kristus měl v podstatě jen jednu, a to božskou, přirozenost. Nejvýraznějším představitelem monofyzitismu byl konstantinopolský archimandrita Eutyches.
Císař Theodosius II. svolal v roce 449 do Efezu koncil, který měl monofyzitismus přijmout jako dogma. Koncilu předsedal alexandrijský patriarcha Dioskoros I., vlivný zastánce monofyzitismu. Římský papež Lev I. se rozhodl formou oficiálního dopisu, adresovaného konstantinopolskému arcibiskupovi Flavianovi, přesvědčit koncil o správnosti nauky o dvou přirozenostech Ježíše Krista – božské a lidské. Situace se však natolik vyhrotila (ve prospěch monofyzitismu), že dopis Tomus ad Flavianum nesměl být na koncilu ani veřejně přečten. Z tohoto důvodu a také vzhledem k násilnostem, které provázely tento efezský sněm, odmítl Lev I. uznat jeho závěry a označil ho jako „latrocinium“ Ephesinum („lupičský synod“ v Efezu).
Lvův Tomus ad Flavianum byl veřejně přečten až na koncilu v Chalcedonu v roce 451, kde se setkal s velkým uznáním. Koncilní otcové po jeho vyslechnutí údajně volali: „Petrus per Leonem Locutus est!“ (Petr promluvil (ústy) Lva!)

## Obsah
Tomus ad Flavianum obsahuje 205 veršů. Panuje shoda v tom, že jde o jedno z Lvových obsahově nejoriginálnějších děl. Není však jasné, do jaké míry se na něm podílel i Lvův blízký spolupracovník Prosper z Aquitánie.
Papež Lev I., vycházejíce z Apoštolského vyznání víry, vysvětluje v tomto dopise, že Ježíš Kristus má dvě přirozenosti, božskou i lidskou. Obě pak jsou však v jedné a téže osobě Ježíše Krista. Rozvíjí při tom i myšlenkový koncept communicatio idiomatum ( "sdílení vlastností"): "Právě kvůli této jednotě osoby ve vztahu ke každé z těchto dvou přirozeností můžeme říci: Syn člověka sestoupil z nebe, ... a Boží Syn byl ukřižován a pohřben" (Drobner, 2004).
Tomus obsahuje i myšlenku svatého Augustina o pokoření se (condescendentia) božské přirozenosti a povýšení lidské přirozenosti v Ježíši Kristu jako ve vtěleném Božím Slově.